# Yuta Goke
Yuta Goke (郷家 友太 Goke Yuta?), född 10 juni 1999 i Miyagi prefektur, är en japansk fotbollsspelare.
I maj 2019 blev han uttagen i Japans trupp till U20-världsmästerskapet 2019.